# Ivona Ajanović-Malinar
Ivona Ajanović-Malinar (Beograd, 10. travnja 1927. – Zagreb, 30. srpnja 2019.), hrvatska muzikologinja i leksikografkinja.

## Životopis
Rođena je u Beogradu, a diplomirala je u Zagrebu. Studirala je povijest glazbe na Muzičkoj akademiji u Zagrebu. Urednica i suradnica u Leksikografskom zavodu Miroslav Krleža. Napisala mnoštvo članaka o osobama, glazbenim pojmovima i stilskim razdobljima u Muzičkoj enciklopediji, Hrvatskom biografskom leksikonu i ostalim izdanjima Leksikografskog zavoda, zbornicima sa znanstvenih skupova i dr. Urednica izdanja Hrvatskog biografskog leksikona. i Muzičke enciklopedije. Pisala za hrvatski muzikološki zbornik Arti musices. Urednica ciklusa glazbenih radioemisija. Suradnica tiskanog izdanja Hrvatske enciklopedije u području teorije glazbe. Članica organizacijskih odbora znanstvenih skupovima Leksikografskog zavoda Miroslav Krleža. Članica Hrvatskog muzikološkog društva.
Hrvatsko muzikološko društvo joj je 12. svibnja 2007. na godišnjoj skupštini u Zagrebu, svečano podijelilo 'Nagradu Dragan Plamenac' za životno djelo, koja joj je dodijeljena za cjelokupni pedesetogodišnji leksikografski rad na području muzikologije.

## Vanjske poveznice
- Muzički informativni centar  Arhivirana inačica izvorne stranice od 26. rujna 2015. (Wayback Machine) Ivona Ajanović-Malinar: Prinosi Josipa Andreisa hrvatskoj glazbenoj leksikografiji u 	Arti Musices: hrvatski muzikološki zbornik
- Matica hrvatska - Vijenac 264  Arhivirana inačica izvorne stranice od 26. rujna 2015. (Wayback Machine) A. Č.-K.: Kronika događanja, Bogata ostavština, 15. travnja 2004., troknjižje Ivana Boškovića Litteraria, Muszicalia et Theatralia.
- KGZ Hrvatsko planinarsko društvo "Zagreb - Matica" 1948 - 2008], autori Željko Poljak, Ivona Ajanović Malinar, Ismet Baljić, Vladimir Blašković, Iris Bostjančić, Vlado Božić, Slavko Brezovečki, Ivan Brozović,  Hrvatsko planinarsko društvo "Zagreb - Matica", Zagreb, 2008.